# Dactylopleustes echinoides
Dactylopleustes echinoides är en kräftdjursart som beskrevs av Edward Lloyd Bousfield och Hendrycks 1995. Dactylopleustes echinoides ingår i släktet Dactylopleustes och familjen Pleustidae. Inga underarter finns listade i Catalogue of Life.